# Соколине (Сумський район)
Соко́лине —  село в Україні, у Миколаївській сільській громаді Сумського району Сумської області. Населення становить 25 осіб. До 2016 орган місцевого самоврядування — Северинівська сільська рада.

## Населення

### Мова
Розподіл населення за рідною мовою за даними :
| Мова       | Кількість | Відсоток |
| ---------- | --------- | -------- |
| українська | 25        | 100%     |

## Географія
Село Соколине знаходиться на відстані до 1 км від сіл Склярівка і Мар'ївка. По селу протікає пересихаючий струмок з загатою. Поруч проходить автомобільна дорога Р44.